# Peter Bayliss
Peter Bayliss (* 27. Juni 1922 in Kingston upon Thames, London, England; † 29. Juli 2002 in London, England) war ein britischer Schauspieler.
Bayliss spielte u. a. in den Filmen und Fernsehserien Magic Christian, Merlin, Alice im Wunderland, Mit Schirm, Charme und Melone und James Bond 007 – Liebesgrüße aus Moskau. Bayliss starb 80-jährig in London.

## Filmografie (Auswahl)
- 1959: Der Tod hat Verspätung (Jet Storm)
- 1963: James Bond 007 – Liebesgrüße aus Moskau (From Russia with Love)
- 1965: Darling
- 1965–1968: Mit Schirm, Charme und Melone (The Avengers; Fernsehserie, 2 Folgen)
- 1966: Der Spion mit der kalten Nase (The Spy With A Cold Nose)
- 1968: Jedes Kartenhaus zerbricht (House of Cards)
- 1968: Trau keinem über 30 (30 Is A Dangerous Age, Cynthia)
- 1969: Magic Christian (The Magic Christian)
- 1971: Catweazle (Fernsehserie, 1 Folge)
- 1976: Die Füchse (The Sweeney; Fernsehserie, 1 Folge)
- 1989: Coronation Street (Fernsehserie, 6 Folgen)
- 1993: Der Aufpasser (Minder; Fernsehserie, 1 Folge)
- 1999:  Alice im Wunderland (Alice in Wonderland)
- 1999: Inspector Barnaby (Midsomer Murders; Fernsehserie, 1 Folge)
- 2000: Arabian Nights – Abenteuer aus 1001 Nacht (Arabian Nights)
- 2001: The Bill (Fernsehserie, 1 Folge)